# Еспира де Конфлан
Еспира де Конфлан (фр. Espira-de-Conflent) насеље је и општина у јужној Француској у региону Лангдок-Русијон, у департману Источни Пиринеји која припада префектури Прад.
По подацима из 2011. године у општини је живело 167 становника, а густина насељености је износила 27,69 становника/km². Општина се простире на површини од 6,03 km². Налази се на средњој надморској висини од 330 метара (максималној 767 m, а минималној 260 m).

## Демографија
| 1962. | 1968. | 1975. | 1982. | 1990. | 1999. | 2011. |
| ----- | ----- | ----- | ----- | ----- | ----- | ----- |
| 155   | 162   | 121   | 124   | 132   | 125   | 167   |

График промене броја становника у току последњих година